# Robert Miguet
Pour les articles homonymes, voir Miguet.
Robert Miguet, né le 30 décembre 1929 à Toulouse et mort le 3 septembre 2019, est un haut fonctionnaire français. 
Il exerça  notamment ses fonctions, face à des mouvements contestant la légitimité du pouvoir exécutif qu’il incarnait, en Algérie, au début de son parcours, à la fin des années 1950, début des années 1960, puis en Corse, au début des années 1970, et en Guadeloupe, au début des années 1980.

## Biographie

### Vie privée
Robert Miguet est né le 30 décembre 1929 à Toulouse (Haute-Garonne). Son père (1892-1984) était ajusteur mécanicien, et sa mère (1900-1981), couturière. Il s'est marié le 30 août 1958 à Saint-Brieuc avec Jeanne Sophie Jacob, avec qui il a eu deux enfants, Isabelle et Arnauld (journaliste de télévision).

### Études
Robert Miguet a été élève du lycée Pierre-de-Fermat de Toulouse. Il est diplômé de l’Institut d’études politiques de Toulouse (promotion 1951) et a été élève de l’École nationale d’administration (promotion 18 juin, 1956-1958) ainsi que de l'IHEDN.

### Carrière
Ses premières missions sont en Algérie, auprès du préfet de Sétif puis de Tiaret, durant la fin de la guerre d’Algérie, de 1958 à 1961. C'est un moment où la tension est à son comble entre le gouvernement français, l'Organisation armée secrète (OAS) et le Front de libération nationale (FLN) algérien, marqué également par le retour du général de Gaulle aux « commandes » et le début de la Cinquième République. 
Il devient ensuite sous-préfet du Territoire de l'Inini, en Guyane, à partir de 1961 et délégué à la Conférence des Caraïbes en 1962. 
En 1965, il revient en métropole et effectue un parcours comme secrétaire général ou sous-préfet dans divers départements : Territoire de Belfort, Calvados (1969),, Doubs (1972), Haute-Garonne (1975). 
Mais le poste le plus difficile est en Corse, comme sous-préfet de Bastia, de 1972 à 1974, dans une période caractérisée par les premiers attentats, avant même l'émergence du Front de libération nationale corse (FLNC) et avant l'affaire d'Aléria, étapes importantes dans l'organisation des mouvements autonomistes et de libération dans ce territoire. En janvier 1973, il est accusé d'ingérence électorale par le maire de Calvi, un élu de gauche. Mais ce sont surtout les conséquences  des déversement de boues rouges toxiques au nord du cap Corse par une société italienne, la Montedison, qui vont le placer au cœur des événements. La population de l'île réagit avec émotion à cette dégradation du patrimoine naturel et à l'absence de réaction des autorités. Le 17 février 1973, une journée de protestation démarre avec le blocage de différents ports par des flottilles de marins-pêcheurs puis une manifestation à Bastia,. Lors de cette manifestation, quelques dizaines de manifestants réussissent à pénétrer dans la sous-préfecture de Bastia et à investir le bureau du sous-préfet et ce malgré les 300 policiers des Compagnies républicaines de sécurité (CRS) protégeant le bâtiment,,. « À l’intérieur, les CRS, complètement désemparés, ne bougeaient plus. Ils n’avaient plus d’ordres. Et, au cinquième étage, dans le bureau du sous-préfet, la scène était incroyable […] Un groupe tentait de protéger le sous-préfet Miguet, un autre le chahutait. C’était une véritable mêlée. Des cris fusaient, des claques retentissaient. Il y avait quelque chose de bouffon. Edmond Siméoni ceinturait Miguet, il était difficile de savoir s’il le protégeait ou s’il l’immobilisait pour que les autres puissent le malmener. ». Le drapeau corse remplace quelques instants le drapeau tricolore au fronton du bâtiment. Le sous-préfet, contraint de descendre au rez-de-chaussée, est finalement libéré grâce à des interventions d'élus,. L'affaire se prolonge par l’arrestation du responsable fédéral du Parti communiste français (PCF), adjoint à la mairie de Bastia, d’Edmond Simeoni porte-parole de l’Action régionaliste corse, et d'un jeune militant, pour leur participation aux événements pendant lesquels le sous-préfet Miguet a été « malmené ». Ils sont libérés dès le 26 février à la suite d'une grève générale paralysant l'île, mouvement « unanimement suivi dans toute l'île, en dépit des réserves de trois sur cinq des grandes organisations syndicales ». Le cycle des attentats est amorcé dans les mois qui suivent. Le 9 octobre 1973, un commando de militants corses dynamite une balise radio sur la base aérienne de Solenzara utilisée par l'OTAN. Dans la nuit du 3 au 4 janvier 1974, c'est la première « nuit bleue » corse, avec neuf attentats quasi simultanés dans divers points de l'île dont Bastia. Une façon pour les groupes contestataires insulaires de capter l'attention de l'opinion publique et des médias, reprenant des pratiques perpétrées par d'autres organisations dans les dernières années de l'Algérie française, une décennie plus tôt.
Le 13 février 1982, Robert Miguet est à nouveau affecté à l'Outre-mer, comme préfet de Guadeloupe,  à la demande de Gaston Defferre, dans une période là aussi tendue. Le lendemain de son arrivée, il reçoit la visite du ministre Defferre et du secrétaire d'État chargé des DOM TOM Henri Emmanuelli. Deux jours après son arrivée, survient l’assassinat du plus important planteur de l'île, Max Martin. Le climat politique est tendu et il est là pour maintenir l'ordre,. L’Alliance révolutionnaire caraïbe (ARC) multiplie en 1983 les attentats à la bombe notamment en mai 1983 et novembre 1983. « La Guadeloupe s'est engagée dans un processus de corsification » écrit le correspondant du journal Le Monde, Éric René. Robert Miguet envoie un message d'alerte au ministère de l’Intérieur qui va dans le même sens : « Le contexte actuel des attentats par explosif en Guadeloupe s'apparente à celui de la Corse il y a dix ans: actions des indépendantistes qui utilisent l'insuffisance des services de la police. ». Le Parti socialiste (PS) au pouvoir lui demande de quadriller le territoire, mais, parallèlement, se détache des indépendantistes, avec qui il entretenait des liens, pour jouer la carte de la décentralisation . Robert Miguet  reste en Guadeloupe jusqu'au 28 février 1984.
De retour en métropole, il est nommé successivement préfet des Pyrénées-Orientales de 1984 à 1986, puis préfet du Gard de 1986 à 1987. Devenu préfet hors cadre en 1987, après une première mission auprès du Premier ministre français, Jacques Chirac, sur les rapatriés, il devient directeur adjoint et directeur des études de l’Institut des hautes études de défense nationale (IHEDN) de 1989 à 1994. Ayant pris sa retraite de préfet, il continue pour autant en enseignant dans différentes écoles, et notamment à l’École des hautes études internationales (HEI) à partir de 1996. En 2003, il est interviewé, en même temps qu'Yves Bonnet, dans le reportage Petits arrangements entre amis au sujet des dépenses publiques en Guadeloupe.

## Publications
- Chroniques de la vie préfectorale, 1958-1994, Phénix éditions, 2002, 378 p.  (ISBN 2-7458-0652-1)[Note 2].
- « La décision du préfet », dans Raymond Moch, Informatiser la prise de décision, L'Harmattan, 2003 (ISBN 2-7475-4515-6)
- « Risques et complexité de l'action administrative en période de crise », dans Risques et complexité, L'Harmattan, 2010 (ISBN 978-2-296-13221-4)

## Récompenses et distinctions
- Officier de la Légion d'honneur (1995)[28]
  -  Chevalier de la Légion d'honneur (1984)
- Commandeur de l'ordre national du Mérite[5]